# Campeonato de Fórmula Regional Europeia de 2025
O Campeonato de Fórmula Regional Europeia da Alpine de 2025 será uma competição de monopostos com vários eventos realizados em toda a Europa. O campeonato, também chamado de FRECA, contará com pilotos profissionais e amadores competindo em carros de Fórmula Regional que estavam em conformidade com os regulamentos da FIA. Esta será a sétima temporada do campeonato e a quinta após a fusão com a Eurocopa de Fórmula Renault, que resultou na mudança do fornecedor de motores para a Alpine.

## Equipes e pilotos
Todas as equipes competem usando carros Tatuus FR-19 idênticos, equipados com motores Renault de 1,8 l e pneus Pirelli. Nove das onze equipes que disputaram a temporada de 2024 foram pré-selecionadas para 2025.
| Equipe                | Nº. | Piloto                 | Status | Rodadas |
| --------------------- | --- | ---------------------- | ------ | ------- |
| Trident               | 8   | Matteo De Palo         |        | 1–5     |
| Trident               | 29  | Nandhavud Bhirombhakdi |        | 1–5     |
| Trident               | 66  | Ruiqi Liu              |        | 1–5     |
| ART Grand Prix        | 19  | Kanato Le              |        | 1–5     |
| ART Grand Prix        | 89  | Taito Kato             |        | 1–5     |
| ART Grand Prix        | 95  | Evan Giltaire          |        | 1–5     |
| Saintéloc Racing      | 10  | Nikita Bedrin          |        | 1–4     |
| Saintéloc Racing      | 50  | Tim Gerhards           | E      | 1–3, 5  |
| Saintéloc Racing      | 50  | Maya Weug              |        | 4       |
| Saintéloc Racing      | 96  | Yaroslav Veselaho      |        | 2–5     |
| CL Motorsport         | 9   | Macéo Capietto         |        | 2       |
| CL Motorsport         | 9   | Zachary David          |        | 4–5     |
| CL Motorsport         | 12  | Valerio Rinicella      |        | 1       |
| CL Motorsport         | 20  | Michael Belov          |        | 2–5     |
| Van Amersfoort Racing | 6   | Hiyu Yamakoshi         | E      | 1–5     |
| Van Amersfoort Racing | 22  | Pedro Clerot           |        | 1–5     |
| Van Amersfoort Racing | 55  | Dion Gowda             | E      | 1–5     |
| Prema Racing          | 14  | Rashid Al Dhaheri      |        | 1–5     |
| Prema Racing          | 27  | Freddie Slater         |        | 1–5     |
| Prema Racing          | 28  | Doriane Pin            |        | 2–5     |
| Prema Racing          | 45  | Jack Beeton            |        | 1–5     |
| RPM                   | 21  | Rui-Heng Yeh           |        | 1–5     |
| RPM                   | 74  | Enzo Peugeot           |        | 1–3     |
| RPM                   | 74  | Ean Eyckmans           | E      | 4–5     |
| RPM                   | 99  | Giovanni Maschio       |        | 1–5     |
| AKCEL GP              | 15  | Aditya Kulkarni        |        | 1–4     |
| AKCEL GP              | 16  | Saqer Al Maosherji     |        | 1–4     |
| AKCEL GP              | 44  | Javier Sagrera         |        | 4       |
| G4 Racing             | 2   | Édouard Borgna         |        | 1–5     |
| G4 Racing             | 3   | Arthur Aegerter        |        | 1–3, 5  |
| G4 Racing             | 3   | Enzo Richer            |        | 4       |
| G4 Racing             | 35  | Kacper Sztuka          |        | 1       |
| G4 Racing             | 35  | Edu Robinson           | E      | 4–5     |
| KIC Motorsport        | TBA | TBA                    |        | TBC     |
| KIC Motorsport        | TBA | TBA                    |        | TBC     |
| R-ace GP              | 11  | Jin Nakamura           |        | 1–5     |
| R-ace GP              | 23  | Enzo Deligny           |        | 1–5     |
| R-ace GP              | 31  | Akshay Bohra           |        | 1–5     |

| Ícone | Status    |
| ----- | --------- |
| E     | Estreante |

### Mudanças na equipe
A Iron Dames, que competiu em 2024 com dois carros e uma formação exclusivamente feminina, não segue para 2025.
A equipe neerlandesa MP Motorsport, um dos pilares da FRECA desde o seu início, também deixou a categoria. A vaga foi preenchida por uma nova equipe chinesa sediada na Itália, chamada CL Motorsport.
A equipe AKCEL GP, dos Emirados Árabes Unidos, fez sua estreia na categoria, inscrevendo três carros.

### Mudanças nos pilotos
A atual tetracampeã Prema Racing promoveu todos os seus três pilotos de 2024 para a Fórmula 3, com o atual campeão de pilotos Rafael Câmara se juntando à Trident, James Wharton indo para a ART Grand Prix, enquanto Ugo Ugochukwu subiu na equipe da Prema da categoria. A equipe promoveu dois pilotos de sua própria equipe de Fórmula 4: Freddie Slater, vencedor dos campeonatos emiradense e italiano de 2024, e Rashid Al Dhaheri, que ficou em quarto e décimo nos mesmos dois campeonatos em 2024. Jack Beeton, que foi vice-campeão na F4 italiana com a US Racing, completará a formação da Prema. A equipe também colocará um quarto carro para a vice-campeã da F1 Academy de 2024, a francesa Doriane Pin, que embarca em sua segunda temporada após terminar em 27º com a Iron Dames em 2024.
A R-ace GP se despediu de Zachary David e Tuukka Taponen, com David se juntando à nova equipe CL Motorsport e Taponen subindo para a F3 com a ART. A equipe contratou Akshay Bohra, que venceu o Campeonato Euro 4 em 2024 com a US Racing, e o piloto júnior da TGR Jin Nakamura, que fará sua estreia nas corridas na Europa após terminar a Super Fórmula Lights de 2024 em quarto lugar dirigindo pela TOM'S.
A Van Amersfoort Racing viu Brando Badoer e Ivan Domingues serem promovidos à F3, com Badoer se juntando à Prema e Domingues repetindo a parceria com os neerlandeses. Para preencher seus assentos, a VAR promoveu Hiyu Yamakoshi de sua equipe na F4 italiana depois que ele ficou em terceiro em 2024, e contratou Dion Gowda, que terminou em 11º com a Prema naquele mesmo campeonato.
A ART Grand Prix viu Yaroslav Veselaho se transferir para a Saintéloc e Alessandro Giusti deixar a FRECA para se juntar à MP Motorsport na Fórmula 3 da FIA. A equipe contratou o campeão francês de F4 de 2024, Taito Kato, que será acompanhado por Kanato Le, que vem de um 18º lugar com a G4 Racing em 2024.
A Saintéloc Racing terá uma formação totalmente nova, já que Enzo Peugeot foi para a RPM, Matteo De Palo se mudou para a Trident, e Théophile Naël subiu para a F3 com a Van Amersfoort Racing. A equipe contratou Yaroslav Veselaho, que terminou em 35º na classificação com a ART Grand Prix em sua temporada de estreia em 2024, Tim Gerhards, que em 2024 terminou em 23º na F4 Espanhola com a Monlau Motorsport, e Nikita Bedrin, que embarca em seu terceiro ano na categoria após terminar a temporada de 2024 em 16º com a MP Motorsport.
A RPM viu o atual campeão dos novatos Noah Strømsted se juntar à Trident na FIA F3 e Edgar Pierre deixar a série. Além de Peugeot, que terminou a temporada de 2024 em 15º com a Saintéloc, a RPM contratou Enzo Yeh, que sobe para a Fórmula Regional após conquistar dois pódios em dois anos de competição de F4.
A Trident também se despediu do piloto da Alpine Academy Nicola Lacorte, que fará a F3 com a DAMS, e de Roman Bilinski, que competirá na mesma categoria com a Rodin Motorsport. A equipe contratou dois pilotos que vieram de outras equipes: Matteo De Palo, que terminou sua temporada de estreia em 2024 em décimo sétimo com a Saintéloc Racing, e Nandhavud Bhirombhakdi, que ficou em 24º com a KIC Motorsport em 2024.
A G4 Racing viu Kanato Le se mudar para a ART, enquanto Jesse Carrasquedo Jr., que disputou as quatro primeiras rodadas de 2024 com a equipe, se muda para a Eurocup-3 com a Griffin Core by Campos.
Com a saída da equipe MP Motorsport, Valerio Rinicella se juntou à equipe neerlandesa na Eurocup-3, com quem ele já disputou uma rodada extracampeonato em 2024.
Já Marta García, que era da extinta Iron Dames, saiu das competições de monopostos para se juntar à equipe na Le Mans Cup.
A CL Motorsport expandiu para duas vagas antes da rodada em Spa, mas com Rinicella entrando apenas na primeira rodada e David ainda priorizando sua campanha na Super Formula Lights, a equipe escalou Michael Belov e Macéo Capietto. O francês deixou a equipe após apenas uma rodada, levando a CL Motorsport a escalar apenas Belov no Circuito de Zandvoort.
Após escalar apenas dois carros na segunda e terceira rodadas, a G4 Racing anunciou antes da rodada em Hungaroring que  o espanhol Edu Robinson, que vinha da Eurocup-3, se juntaria à equipe pelo resto da temporada. Aegerter, por sua vez, deixou a equipe e foi substituído pelo luxemburguês Enzo Richer para a quarta rodada do ano.
A AKCEL GP também viu uma mudança de piloto, com a equipe contratando o espanhol Javier Sagrera, vice-campeão da Eurocup-3 e recém saído da Fórmula 3, para o restante da temporada.
Enzo Peugeot deixou a RPM e foi substituído pelo estreante Ean Eyckmans nas rodadas quatro e cinco.
Tim Gerhards, de Saintéloc, foi forçado a ficar de fora da rodada da Hungria após sofrer uma lesão em um acidente de bicicleta. Ele foi substituído por Maya Weug, que retornou à FRECA, onde disputou 22 corridas em duas temporadas.
Tanto Gerhards quanto Aegerter retornaram para a quinta rodada no Circuito Paul Ricard, enquanto todos os três pilotos da AKCEL GP pularam o evento.

## Calendário
Os 10 circuitos planejados para a temporada de 2025 foram anunciados pela primeira vez em agosto de 2024. O calendário provisório, com dois eventos ainda sem data, foi divulgado em 27 de setembro, antes de ser finalizado em 2 de outubro. Mugello não fará parte do circuito pela primeira vez na história da FRECA, com o campeonato optando por retornar a Misano, onde correu pela última vez em 2020. Três testes de pré-temporada serão realizados em Barcelona, Misano e Paul Ricard.
| Rodada | Rodada | Circuito                                                | Data           | Apoio |
| ------ | ------ | ------------------------------------------------------- | -------------- | --- |
| 1      | R1     | Misano World Circuit Marco Simoncelli, Misano Adriatico | 3 de maio      | Campeonato Italiano de GT Fórmula 4 Italiana TCR Italy Touring Car Championship Porsche Carrera Cup Itália              |
| 1      | R2     | Misano World Circuit Marco Simoncelli, Misano Adriatico | 4 de maio      | Campeonato Italiano de GT Fórmula 4 Italiana TCR Italy Touring Car Championship Porsche Carrera Cup Itália              |
| 2      | R1     | Circuito de Spa-Francorchamps, Stavelot                 | 17 de maio     | International GT Open Eurofórmula Open TCR Europe Touring Car Series GT Cup Open Europe TCR UK Touring Car Championship |
| 2      | R2     | Circuito de Spa-Francorchamps, Stavelot                 | 18 de maio     | International GT Open Eurofórmula Open TCR Europe Touring Car Series GT Cup Open Europe TCR UK Touring Car Championship |
| 3      | R1     | Circuito de Zandvoort, Zandvoort                        | 7 de junho     | Deutsche Tourenwagen Masters ADAC GT Masters Porsche Carrera Cup Alemanha Porsche Carrera Cup Benelux                   |
| 3      | R2     | Circuito de Zandvoort, Zandvoort                        | 8 de junho     | Deutsche Tourenwagen Masters ADAC GT Masters Porsche Carrera Cup Alemanha Porsche Carrera Cup Benelux                   |
| 4      | R1     | Hungaroring, Mogyoród                                   | 5 de julho     | International GT Open Eurofórmula Open Campeonato GB3 Porsche Carrera Cup Benelux                                       |
| 4      | R2     | Hungaroring, Mogyoród                                   | 6 de julho     | International GT Open Eurofórmula Open Campeonato GB3 Porsche Carrera Cup Benelux                                       |
| 5      | R1     | Circuito Paul Ricard, Le Castellet                      | 19 de julho    | International GT Open Eurofórmula Open GT Cup Open Europe Campeonato E4                                                 |
| 5      | R2     | Circuito Paul Ricard, Le Castellet                      | 20 de julho    | International GT Open Eurofórmula Open GT Cup Open Europe Campeonato E4                                                 |
| 6      | R1     | Autódromo Enzo e Dino Ferrari, Ímola                    | 2 de agosto    | Campeonato Italiano de GT Fórmula 4 Italiana TCR Italy Touring Car Championship                                         |
| 6      | R2     | Autódromo Enzo e Dino Ferrari, Ímola                    | 3 de agosto    | Campeonato Italiano de GT Fórmula 4 Italiana TCR Italy Touring Car Championship                                         |
| 7      | R1     | Red Bull Ring, Spielberg                                | 6 de setembro  | International GT Open Eurofórmula Open TCR Europe Touring Car Series                                                    |
| 7      | R2     | Red Bull Ring, Spielberg                                | 7 de setembro  | International GT Open Eurofórmula Open TCR Europe Touring Car Series                                                    |
| 8      | R1     | Circuito de Barcelona-Catalunha, Montmeló               | 20 de setembro | International GT Open Eurofórmula Open GT Cup Open Europe Fórmula 4 Italiana                                            |
| 8      | R2     | Circuito de Barcelona-Catalunha, Montmeló               | 21 de setembro | International GT Open Eurofórmula Open GT Cup Open Europe Fórmula 4 Italiana                                            |
| 9      | R1     | Hockenheimring, Hockenheim                              | 4 de outubro   | Deutsche Tourenwagen Masters ADAC GT Masters ADAC GT4 Alemanha Porsche Carrera Cup Alemanha                             |
| 9      | R2     | Hockenheimring, Hockenheim                              | 5 de outubro   | Deutsche Tourenwagen Masters ADAC GT Masters ADAC GT4 Alemanha Porsche Carrera Cup Alemanha                             |
| 10     | R1     | Autódromo Nacional de Monza, Monza                      | 25 de outubro  | Campeonato E4 Campeonato Italiano de GT Porsche Carrera Cup Itália                                                      |
| 10     | R2     | Autódromo Nacional de Monza, Monza                      | 26 de outubro  | Campeonato E4 Campeonato Italiano de GT Porsche Carrera Cup Itália                                                      |

## Resultados
| Round | Round | Circuito            | Pole position     | Volta mais rápida | Piloto vencedor | Equipe vencedora      | Estreante vencedor |
| ----- | ----- | ------------------- | ----------------- | ----------------- | --------------- | --------------------- | ------------------ |
| 1     | R1    | Misano              | Freddie Slater    | Pedro Clerot      | Matteo De Palo  | Trident               | Dion Gowda         |
| 1     | R2    | Misano              | Evan Giltaire     | Freddie Slater    | Evan Giltaire   | ART Grand Prix        | Édouard Borgna     |
| 2     | R1    | Spa-Francorchamps   | Freddie Slater    | Freddie Slater    | Freddie Slater  | Prema Racing          | Dion Gowda         |
| 2     | R2    | Spa-Francorchamps   | Rashid Al Dhaheri | Enzo Deligny      | Enzo Deligny    | R-ace GP              | Dion Gowda         |
| 3     | R1    | Zandvoort           | Pedro Clerot      | Freddie Slater    | Freddie Slater  | Prema Racing          | Dion Gowda         |
| 3     | R2    | Zandvoort           | Pedro Clerot      | Jin Nakamura      | Pedro Clerot    | Van Amersfoort Racing | Dion Gowda         |
| 4     | R1    | Hungaroring         | Matteo De Palo    | Matteo De Palo    | Matteo De Palo  | Trident               | Dion Gowda         |
| 4     | R2    | Hungaroring         | Enzo Deligny      | Rashid Al Dhaheri | Freddie Slater  | Prema Racing          | Ean Eyckmans       |
| 5     | R1    | Paul Ricard         | Freddie Slater    | Freddie Slater    | Freddie Slater  | Prema Racing          | Dion Gowda         |
| 5     | R2    | Paul Ricard         | Freddie Slater    | Rashid Al Dhaheri | Freddie Slater  | Prema Racing          | Dion Gowda         |
| 6     | R1    | Ímola               |                   |                   |                 |                       |                    |
| 6     | R2    | Ímola               |                   |                   |                 |                       |                    |
| 7     | R1    | Red Bull Ring       |                   |                   |                 |                       |                    |
| 7     | R2    | Red Bull Ring       |                   |                   |                 |                       |                    |
| 8     | R1    | Barcelona-Catalunha |                   |                   |                 |                       |                    |
| 8     | R2    | Barcelona-Catalunha |                   |                   |                 |                       |                    |
| 9     | R1    | Hockenheimring      |                   |                   |                 |                       |                    |
| 9     | R2    | Hockenheimring      |                   |                   |                 |                       |                    |
| 10    | R1    | Monza               |                   |                   |                 |                       |                    |
| 10    | R2    | Monza               |                   |                   |                 |                       |                    |

## Relatório da temporada
A temporada começou em Misano, com o britânico da Prema Freddie Slater fazendo a pole da corrida 1. O italiano da Trident Matteo De Palo completou a primeira fila, tomando a liderança de Slater na largada. Em seguida, o britânico do carro nº 27 colidiu com Jin Nakamura ainda na segunda curva, com os dois abandonando a prova. O japonês da R-ace GP foi punido pelo incidente, perdendo quatro posições no grid da próxima corrida. A vitória foi para Matteo De Palo, sendo a primeira da Trident na FRECA. O francês Evan Giltaire, que tinha largado na quarta posição, subiu para o segundo posto, recebendo ataques de Rashid Al Dhaheri, e os dois completaram o pódio. Pedro Clerot, único brasileiro na categoria, foi o quarto colocado e fez a volta mais rápida. Dentre os estreantes, o mais bem colocado foi Dion Gowda, o décimo nono. Giltaire fez a pole da corrida 2. Slater largou em segundo e pressionou o francês da ART, fazendo a volta mais rápida, mas sem conseguir tirar a vitória dele, mesmo com as intervenções do safety car provocadas por Giovanni Maschio na quinta volta, por Gowda (que bateu em Al Dhaheri e atrapalhou Nakamura), foi punido com três posições no grid da próxima corrida, e por Gerhards, que bateu em Valerio Rinicella, tirando ambos da prova e também recebendo punição de três posições no grid da próxima etapa. De Palo chegou a ameaçar Slater, mas ficou na terceira posição, superando a pressão de Enzo Deligny. Clerot ainda foi ultrapassado pelo russo Nikita Bedrin, mas conseguiu recuperar a quinta colocação. O melhor estreante foi o francês Édouard Borgna, décimo oitavo colocado. Com essa vitória e a segunda colocação da corrida 1, Evan Giltaire encerrou a primeira rodada da FRECA na liderança, superando Matteo De Palo por três pontos.
Na segunda rodada, em Spa-Francorchamps, a classificação da corrida 1 foi cancelada por conta de danos na barreira de proteção provocados pelo acidente de Saqer Al Maosherji, e a pole position foi concedida a Slater, o mais rápido nos treinos livres. O britânico da Prema chegou a ser ultrapassado por Deligny na largada, mas recuperou a liderança e a sustentou até o final, enquanto o francês perdeu o segundo lugar para De Palo. Clerot foi o vigésimo quinto colocado. Na corrida 2, a pole foi de Rashid Al-Dhaheri, mas o emiradense perdeu a ponta para Deligny ainda na largada. Dessa vez, Enzo conseguiu se manter como líder até o final da prova. O pódio foi completado por Taiko Kato, que ultrapassou o compatriota Nakamura nas voltas finais. Em prova de recuperação, Clerot foi décimo sexto colocado. De Palo, sexto colocado, assumiu a liderança do campeonato, superando Giltaire por onze pontos.
A terceira rodada foi em Zandvoort, casa da Van Amersfoort, e o piloto da equipe neerlandesa Pedro Clerot fez a pole position, sua primeira na FRECA. Mas ele perdeu a liderança para Slater, que venceu a prova, embora o segundo lugar do brasileiro tenha marcado seu primeiro pódio da temporada, assim como Akshay Bohra, que completou o Top-3. Clerot também fez a pole da corrida 2, e dessa vez, ele liderou de ponta a ponta para alcançar sua primeira vitória na FRECA, com Hiyu Yamakoshi completando a dobradinha da VAR. Slater fechou o pódio, e seus resultados o colocaram na liderança do campeonato, com ele superando De Palo, sexto colocado nas duas corridas, por um ponto.
Hungaroring sediou a quarta rodada. De Palo conquistou a pole na corrida 1, que dominou do início ao fim, e ainda fez hat trick ao garantir a volta mais rápida. Clerot, que havia completado a primeira fila, teve que lidar com a pressão de Enzo Deligny, mas conseguiu garantir o segundo lugar, enquanto o francês completou o pódio. Deligny fez a pole da corrida 2, a sua primeira na FRECA. Ele disparou na largada, chegando a abrir mais de um segundo de vantagem, e mesmo com o safety car provocado por Jack Beeton, o francês da R-ace GP voltou a se distanciar dos adversários. Mas na 13ª volta, o carro de Deligny começou a ter problemas, permitindo o ataque de Freddie Slater, que largou em terceiro e tomou a liderança. Deligny chegou a recuperar a ponta, mas acabou sendo superado pelo britânico da Prema e também por Rashid Al Dhaheri e Matteo De Palo. Apesar de ter recuperado o terceiro lugar, Deligny acabou sendo desclassificado da prova por conduta insegura ao voltar ao parque fechado antes da cerimônia de premiação. Assim, Slater ficou com a vitória, enquanto Al Dhaheri e De Palo, novo líder do campeonato, completaram o pódio. Clerot foi outro beneficiado com a desclassificação de Deligny, pois ele tinha terminado em décimo primeiro, mas subiu para a zona de pontuação ao ser promovido ao décimo lugar.
Na quinta rodada, em Paul Ricard, Slater fez a pole da corrida 1 e se manteve na ponta até o final da prova, garantindo também a volta mais rápida e tomando a liderança do campeonato de De Palo, o segundo colocado. Taito Kato completou o pódio, embora tenha pressionado o italiano da Trident nas voltas finais. Clerot foi o quinto colocado, atrás de Bohra e à frente de seu companheiro de equipe Yamakoshi. Slater também fez a pole da corrida 2, mas dessa vez, ele se viu ameaçado por Rashid Al Dhaheri, que fez a melhor volta, mas terminou atrás do britânico da Prema por apenas cinco décimos. O pódio foi completado por Bohra, com Clerot sendo quarto colocado e De Palo conseguindo segurar o quinto lugar, se colocando como único piloto da temporada a pontuar em todas as provas até o momento. Mesmo assim, Slater ampliou sua vantagem na liderança do campeonato para vinte pontos.

## Classificação do campeonato
Sistema de pontos
Serão atribuídos pontos aos 10 primeiros classificados.
| Posição | 1º | 2º | 3º | 4º | 5º | 6º | 7º | 8º | 9º | 10º |
| Pontos  | 25 | 18 | 15 | 12 | 10 | 8  | 6  | 4  | 2  | 1   |

### Classificação dos pilotos
| Pos. | Piloto                 | MIS | MIS | SPA | SPA | ZAN | ZAN | HUN | HUN | LEC | LEC | IMO | IMO | RBR | RBR | CAT | CAT | HOC | HOC | MNZ | MNZ | Pts. |
| Pos. | Piloto                 | R1  | R2  | R1  | R2  | R1  | R2  | R1  | R2  | R1  | R2  | R1  | R2  | R1  | R2  | R1  | R2  | R1  | R2  | R1  | R2  | Pts. |
| ---- | ---------------------- | --- | --- | --- | --- | --- | --- | --- | --- | --- | --- | --- | --- | --- | --- | --- | --- | --- | --- | --- | --- | ---- |
| 1    | Freddie Slater         | Ret | 2   | 1   | Ret | 1   | 3   | 5   | 1   | 1   | 1   |     |     |     |     |     |     |     |     |     |     | 168  |
| 2    | Matteo De Palo         | 1   | 3   | 2   | 6   | 6   | 6   | 1   | 3   | 2   | 6   |     |     |     |     |     |     |     |     |     |     | 148  |
| 3    | Pedro Clerot           | 4   | 5   | 25  | 16  | 2   | 1   | 2   | 10  | 5   | 4   |     |     |     |     |     |     |     |     |     |     | 106  |
| 4    | Enzo Deligny           | 10  | 4   | 3   | 1   | 5   | 4   | 3   | DSQ | 7   | 10  |     |     |     |     |     |     |     |     |     |     | 97   |
| 5    | Evan Giltaire          | 2   | 1   | 4   | 13  | 4   | 16  | 7   | 5   | 9   | 7   |     |     |     |     |     |     |     |     |     |     | 91   |
| 6    | Hiyu Yamakoshi         | 8   | 9   | 5   | 2   | 7   | 2   | 6   | 8   | 6   | 12  |     |     |     |     |     |     |     |     |     |     | 78   |
| 7    | Rashid Al Dhaheri      | 3   | 15  | 6   | 12  | 8   | 13  | 4   | 2   | DNS | 2   |     |     |     |     |     |     |     |     |     |     | 75   |
| 8    | Akshay Bohra           | 9   | 14  | 7   | 15  | 3   | 9   | 8   | 4   | 4   | 3   |     |     |     |     |     |     |     |     |     |     | 68   |
| 9    | Taito Kato             | 5   | 17  | 10  | 3   | 15  | 8   | 12  | 9   | 3   | 13  |     |     |     |     |     |     |     |     |     |     | 47   |
| 10   | Jin Nakamura           | Ret | 10  | 16  | 7   | 13  | 5   | 13  | 25  | 8   | 5   |     |     |     |     |     |     |     |     |     |     | 31   |
| 11   | Kanato Le              | 11  | 16  | 9   | 4   | 12  | 12  | 11  | 6   | Ret | 11  |     |     |     |     |     |     |     |     |     |     | 22   |
| 12   | Jack Beeton            | 6   | 7   | 8   | 10  | 9   | 17  | 14  | Ret | 10  | Ret |     |     |     |     |     |     |     |     |     |     | 22   |
| 13   | Nikita Bedrin          | 7   | 6   | 15  | 9   | Ret | 10  | DSQ | Ret | 14  | 8   |     |     |     |     |     |     |     |     |     |     | 21   |
| 14   | Dion Gowda             | 17  | Ret | 14  | 5   | 10  | 7   | 10  | 15  | 16  | 16  |     |     |     |     |     |     |     |     |     |     | 18   |
| 15   | Nandhavud Bhirombhakdi | 12  | 8   | 17  | 17  | 16  | 14  | 9   | 11  | 15  | 9   |     |     |     |     |     |     |     |     |     |     | 8    |
| 16   | Michael Belov          |     |     | 12  | Ret | 11  | 20  | 15  | 7   | 11  | 17  |     |     |     |     |     |     |     |     |     |     | 6    |
| 17   | Giovanni Maschio       | 16  | Ret | 13  | 8   | 23  | 25  | 16  | 23  | 12  | Ret |     |     |     |     |     |     |     |     |     |     | 4    |
| 18   | Enzo Peugeot           | 13  | 11  | 11  | 11  | 14  | 11  |     |     |     |     |     |     |     |     |     |     |     |     |     |     | 0    |
| 19   | Ruiqi Liu              | 14  | 12  | 18  | 14  | 19  | 15  | 20  | 21  | 13  | 21  |     |     |     |     |     |     |     |     |     |     | 0    |
| 20   | Ean Eyckmans           |     |     |     |     |     |     | Ret | 12  | 22  | Ret |     |     |     |     |     |     |     |     |     |     | 0    |
| 21   | Rui-Heng Yeh           | 15  | 21  | 23  | 18  | 18  | 18  | 18  | 13  | 23  | 14  |     |     |     |     |     |     |     |     |     |     | 0    |
| 22   | Kacper Sztuka          | 18  | 13  |     |     |     |     |     |     |     |     |     |     |     |     |     |     |     |     |     |     | 0    |
| 23   | Aditya Kulkarni        | 21  | DNS | 21  | 20  | Ret | 21  | DSQ | 14  |     |     |     |     |     |     |     |     |     |     |     |     | 0    |
| 24   | Zachary David          |     |     |     |     |     |     | 17  | 16  | 18  | 15  |     |     |     |     |     |     |     |     |     |     | 0    |
| 25   | Doriane Pin            |     |     | 19  | Ret | 20  | 24  | 19  | 17  | 17  | Ret |     |     |     |     |     |     |     |     |     |     | 0    |
| 26   | Tim Gerhards           | Ret | Ret | 20  | 21  | 17  | Ret |     |     | 20  | 19  |     |     |     |     |     |     |     |     |     |     | 0    |
| 27   | Édouard Borgna         | 19  | 18  | 22  | Ret | Ret | 22  | 23  | 22  | 19  | 20  |     |     |     |     |     |     |     |     |     |     | 0    |
| 28   | Yaroslav Veselaho      |     |     | 24  | 22  | 22  | 23  | 21  | 18  | DNS | 22  |     |     |     |     |     |     |     |     |     |     | 0    |
| 29   | Edu Robinson           |     |     |     |     |     |     | Ret | 24  | 21  | 18  |     |     |     |     |     |     |     |     |     |     | 0    |
| 30   | Saqer Al Maosherji     | 22  | 19  | DNS | 23  | 21  | 19  | Ret | 20  |     |     |     |     |     |     |     |     |     |     |     |     | 0    |
| 31   | Enzo Richer            |     |     |     |     |     |     | 24  | 19  |     |     |     |     |     |     |     |     |     |     |     |     | 0    |
| 32   | Macéo Capietto         |     |     | Ret | 19  |     |     |     |     |     |     |     |     |     |     |     |     |     |     |     |     | 0    |
| 33   | Arthur Aegerter        | 23  | 20  | 26  | 24  | WD  | WD  |     |     | Ret | DNS |     |     |     |     |     |     |     |     |     |     | 0    |
| 34   | Valerio Rinicella      | 20  | Ret |     |     |     |     |     |     |     |     |     |     |     |     |     |     |     |     |     |     | 0    |
| 35   | Maya Weug              |     |     |     |     |     |     | 22  | Ret |     |     |     |     |     |     |     |     |     |     |     |     | 0    |
| 36   | Javier Sagrera         |     |     |     |     |     |     | DSQ | 26  |     |     |     |     |     |     |     |     |     |     |     |     | 0    |
| Pos. | Piloto                 | R1  | R2  | R1  | R2  | R1  | R2  | R1  | R2  | R1  | R2  | R1  | R2  | R1  | R2  | R1  | R2  | R1  | R2  | R1  | R2  | Pts. |
| Pos. | Piloto                 | MIS | MIS | SPA | SPA | ZAN | ZAN | HUN | HUN | LEC | LEC | IMO | IMO | RBR | RBR | CAT | CAT | HOC | HOC | MNZ | MNZ | Pts. |

| Cor      | Resultado                      |
| -------- | ------------------------------ |
| Ouro     | Vencedor                       |
| Prata    | 2º lugar                       |
| Bronze   | 3º lugar                       |
| Verde    | Terminou, nos pontos           |
| Azul     | Terminou, sem pontos           |
| Azul     | Terminou, sem classificar (NC) |
| Púrpura  | Retirou-se (Ret)               |
| Vermelho | Não qualificado (NQ)           |
| Vermelho | Não pré-qualificado (NPQ)      |
| Preto    | Desqualificado (DSQ)           |
| Branco   | Não largou (NL)                |
| Branco   | Desistência (WD)               |
| Branco   | Corrida cancelada (C)          |
| Sem cor  | Não participou (NP)            |
| Sem cor  | Excluído (EX)                  |

| Estreante |

### Classificação das equipes
Para equipes com mais de dois carros, apenas os dois melhores classificados nas corridas são elegíveis para pontuar no campeonato de equipes.
| Pos. | Equipe                | MIS | MIS | SPA | SPA | ZAN | ZAN | HUN | HUN | LEC | LEC | IMO | IMO | RBR | RBR | CAT | CAT | HOC | HOC | MNZ | MNZ | Pts. |
| Pos. | Equipe                | R1  | R2  | R1  | R2  | R1  | R2  | R1  | R2  | R1  | R2  | R1  | R2  | R1  | R2  | R1  | R2  | R1  | R2  | R1  | R2  | Pts. |
| ---- | --------------------- | --- | --- | --- | --- | --- | --- | --- | --- | --- | --- | --- | --- | --- | --- | --- | --- | --- | --- | --- | --- | ---- |
| 1    | Prema Racing          | 3   | 2   | 1   | 10  | 1   | 3   | 4   | 1   | 1   | 1   |     |     |     |     |     |     |     |     |     |     | 259  |
| 1    | Prema Racing          | 6   | 7   | 6   | 12  | 8   | 13  | 5   | 2   | 10  | 2   |     |     |     |     |     |     |     |     |     |     | 259  |
| 2    | Van Amersfoort Racing | 4   | 5   | 5   | 2   | 2   | 1   | 2   | 8   | 5   | 4   |     |     |     |     |     |     |     |     |     |     | 194  |
| 2    | Van Amersfoort Racing | 8   | 9   | 14  | 5   | 7   | 2   | 6   | 10  | 6   | 12  |     |     |     |     |     |     |     |     |     |     | 194  |
| 3    | R-ace GP              | 9   | 4   | 3   | 1   | 3   | 4   | 3   | 4   | 4   | 3   |     |     |     |     |     |     |     |     |     |     | 189  |
| 3    | R-ace GP              | 10  | 10  | 7   | 7   | 5   | 5   | 8   | 25  | 7   | 5   |     |     |     |     |     |     |     |     |     |     | 189  |
| 4    | ART Grand Prix        | 2   | 1   | 4   | 3   | 4   | 8   | 7   | 5   | 3   | 7   |     |     |     |     |     |     |     |     |     |     | 157  |
| 4    | ART Grand Prix        | 5   | 16  | 9   | 4   | 15  | 12  | 11  | 6   | 9   | 11  |     |     |     |     |     |     |     |     |     |     | 157  |
| 5    | Trident               | 1   | 3   | 2   | 6   | 6   | 6   | 1   | 3   | 2   | 6   |     |     |     |     |     |     |     |     |     |     | 156  |
| 5    | Trident               | 12  | 8   | 17  | 14  | 16  | 14  | 9   | 11  | 13  | 9   |     |     |     |     |     |     |     |     |     |     | 156  |
| 6    | Saintéloc Racing      | 7   | 6   | 15  | 9   | 17  | 10  | 21  | 18  | 14  | 8   |     |     |     |     |     |     |     |     |     |     | 21   |
| 6    | Saintéloc Racing      | Ret | Ret | 20  | 21  | 22  | 23  | 22  | Ret | 20  | 19  |     |     |     |     |     |     |     |     |     |     | 21   |
| 7    | CL Motorsport         | 20  | Ret | 12  | 19  | 11  | 20  | 15  | 7   | 11  | 15  |     |     |     |     |     |     |     |     |     |     | 6    |
| 7    | CL Motorsport         |     |     | Ret | Ret |     |     | 17  | 16  | 18  | 17  |     |     |     |     |     |     |     |     |     |     | 6    |
| 8    | RPM                   | 13  | 11  | 11  | 8   | 14  | 11  | 16  | 12  | 12  | 14  |     |     |     |     |     |     |     |     |     |     | 4    |
| 8    | RPM                   | 15  | 21  | 13  | 11  | 18  | 18  | 18  | 13  | 22  | Ret |     |     |     |     |     |     |     |     |     |     | 4    |
| 9    | G4 Racing             | 18  | 13  | 22  | 24  | Ret | 22  | 23  | 19  | 19  | 18  |     |     |     |     |     |     |     |     |     |     | 0    |
| 9    | G4 Racing             | 19  | 18  | 26  | Ret | WD  | WD  | 27  | 22  | 21  | 20  |     |     |     |     |     |     |     |     |     |     | 0    |
| 10   | AKCEL GP              | 21  | 19  | 21  | 20  | 21  | 19  | Ret | 14  |     |     |     |     |     |     |     |     |     |     |     |     | 0    |
| 10   | AKCEL GP              | 22  | DNS | DNS | 23  | Ret | 21  | DSQ | 20  |     |     |     |     |     |     |     |     |     |     |     |     | 0    |
| Pos. | Equipe                | R1  | R2  | R1  | R2  | R1  | R2  | R1  | R2  | R1  | R2  | R1  | R2  | R1  | R2  | R1  | R2  | R1  | R2  | R1  | R2  | Pts. |
| Pos. | Equipe                | MIS | MIS | SPA | SPA | ZAN | ZAN | HUN | HUN | LEC | LEC | IMO | IMO | RBR | RBR | CAT | CAT | HOC | HOC | MNZ | MNZ | Pts. |

## Links externos
- Sítio oficial
- ACI Sport page